# Università Tulane
L'Università Tulane (ufficialmente Tulane University of Louisiana) è un'università laica privata fondata nel 1834 e situata a New Orleans, nello stato della Louisiana degli Stati Uniti d'America.

## Storia

### Fondazione
L'Università Tulane fu fondata nel 1834 come Medical College of Louisiana, in risposta alle epidemie di vaiolo, febbre gialla e colera che si producevano all'epoca negli Stati Uniti d'America. L'università fu, nella prima metà del XIX secolo, il secondo ospedale del sud e il quindicesimo degli Stati Uniti. Nel 1847, l'assemblea legislativa statale riorganizzò la scuola come Università della Louisiana, un'università pubblica alla quale fu aggiunto, poco più tardi, il dipartimento di legge (Tulane University Law School).
L'università fu chiusa dal 1861 al 1865, durante la guerra di secessione americana. Alla riapertura, attraversò un periodo di difficoltà finanziarie, dovute principalmente a una lunga depressione agricola che colpì l'economia nazionale. Fu allora che Paul Tulane, imprenditore e filantropo, donò i propri terreni di New Orleans dove sorse poi l'università. La donazione di Tulane portò alla formazione di un fondo, denominato Tulane Educational Fund, al quale l'assemblea statale della Louisiana, sotto l'influenza del generale Randall Lee Gibson, affidò nel 1884 il controllo della preesistente Università della Louisiana. Questo fu nel concreto, l'atto di fondazione dell'Università Tulane, la quale fu un raro esempio di conversione dal pubblico al privato.
Nel 1885, fu istituita la divisione dei laureati, divenuta in seguito la scuola post laurea dell'università. Nel 1886 le donazioni, pari a circa 3,6 milioni di dollari, pervenute da Josephine Louise Newcomb permisero l'istituzione in seno all'ateneo del H. Sophie Newcomb Memorial College. Questo fu il primo collegio universitario per donne, preso a modello per l'istituzione di altri enti. Nel 1894 fu inaugurato il "collegio della tecnologia" (in seguito, scuola di ingegneria) e l'università fu trasferita nel campus di Saint Charles Avenue, a pochi chilometri dal centro di New Orleans.

### XX secolo

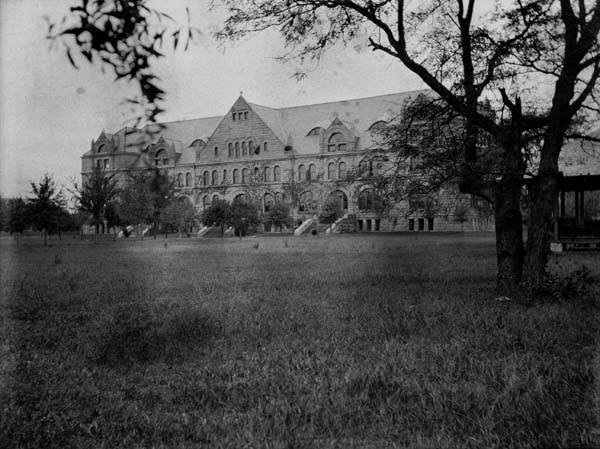
Una veduta del Gibson Hall nel 1904, nel campus urbano dell'Università Tulane.

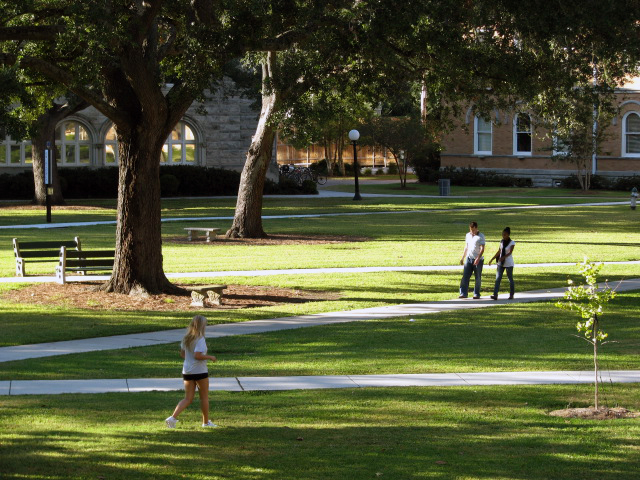
Il Gibson Quadrangle nel campus centrale di Tulane.

Nel 1901, grazie alle elargizioni dell'imprenditore Frederick William Tilton fu posta la prima pietra della biblioteca ad egli intitolata. Nel 1907, si posero le basi per la creazione della Scuola di architettura e, un anno più tardi, furono istituite le scuole di odontoiatria e farmacia, benché effimere in quanto chiusero i battenti, rispettivamente, nel 1928 e nel 1934. Nel 1914, fu la volta del Collegio di commercio, la prima scuola del suo genere nel sud degli Stati Uniti. Nel 1925, fu avviata la Scuola dei laureati, mentre due anni più tardi, la Scuola di assistenza sociale. Anche nel campo delle arti Tulane promosse lo studio universitario creando la Newcomb School of Art.
Nel 1925 fu fondato il Middle American Research Institute, mentre l'University College fu istituito nel 1942 come divisione per la formazione universitaria continua. Verso il 1950, la Scuola di architettura si rese indipendente da quella di ingegneria e nel 1967, la Scuola di sanità pubblica e medicina tropicale fu distaccata dalla Scuola di medicina.
Il 23 aprile 1975 il presidente Gerald R. Ford, Jr. pronunciò uno storico discorso nell'Università Tulane per annunciare la fine della Guerra del Vietnam, una settimana prima della caduta di Saigon.

### XXI secolo

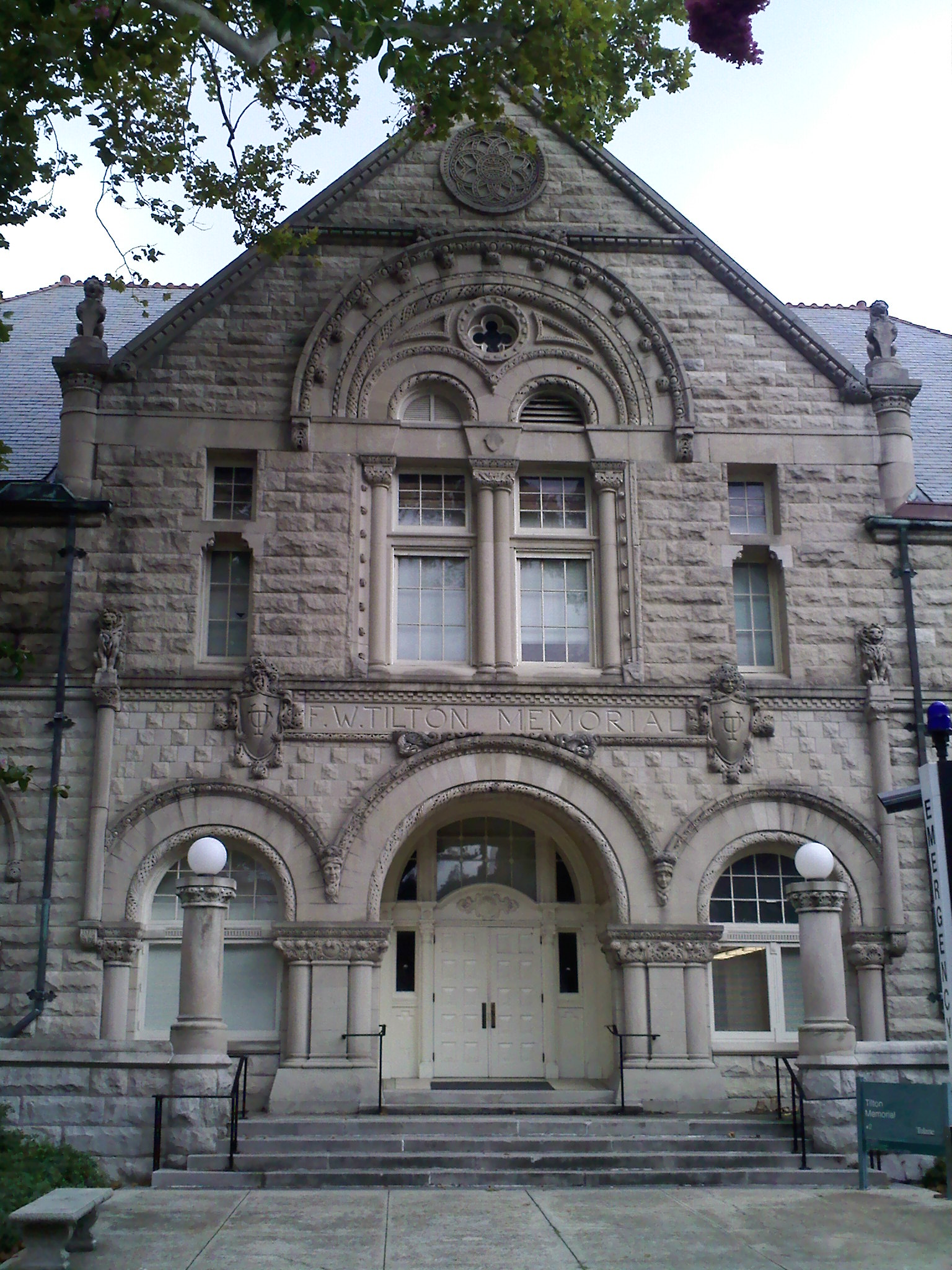
Tilton Memorial Hall, sede dei dipartimenti di Economia e di Economia Politica.

Nel luglio 2004, Tulane ricevette due donazioni di 30 milioni di dollari per la sua dotazione finanziaria da parte di Jim Clark, membro del consiglio degli amministratori fiduciari dell'università, e dal suo ex allievo David Filo. Nell'agosto del 2005, in seguito al passaggio dell'uragano Katrina, la maggior parte dell'università fu chiusa e la Scuola di medicina ricollocata in via provvisoria a Houston in Texas.

## Struttura

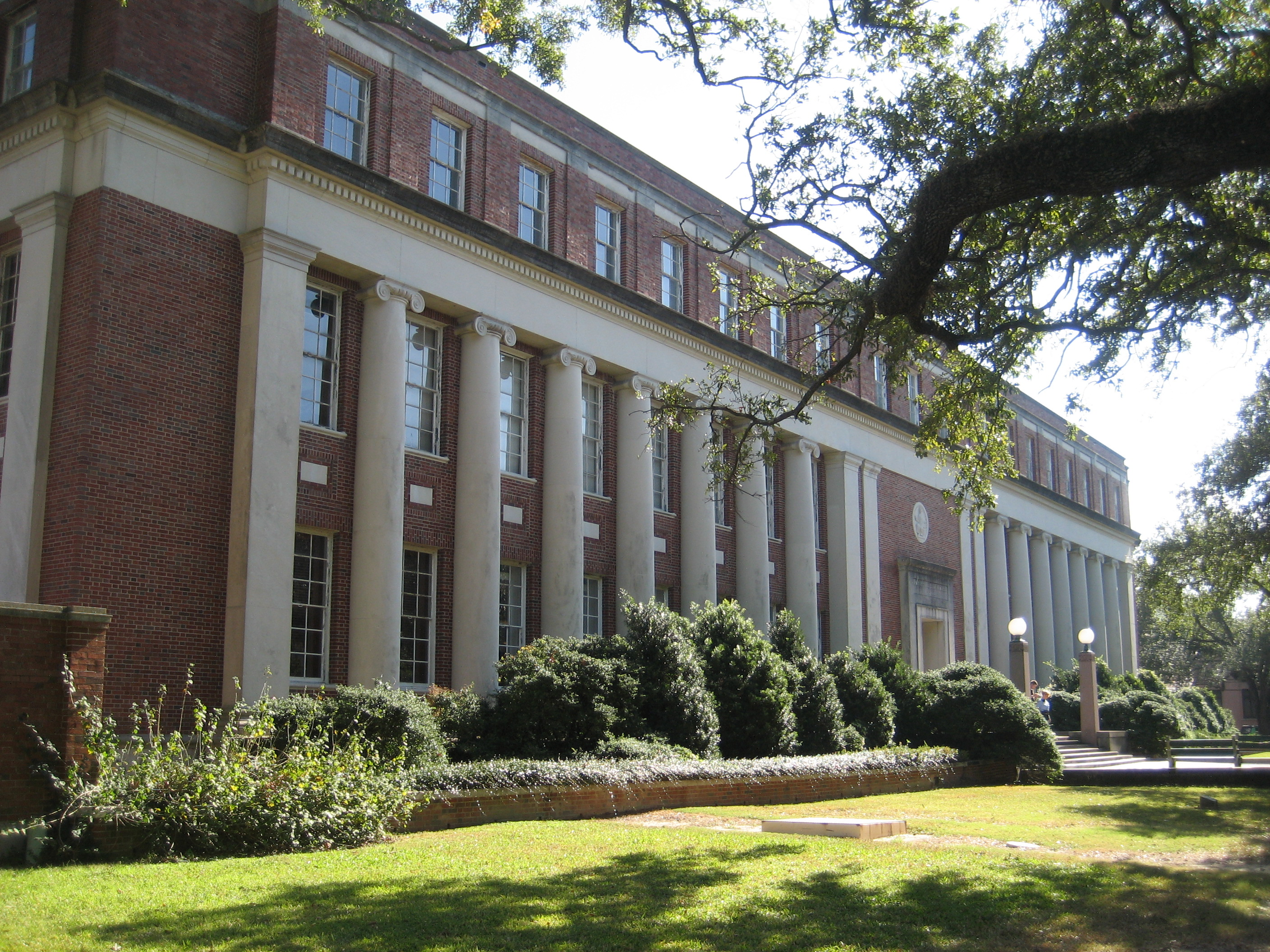
Jones Hall, locale dove ebbe sede la Scuola di Diritto di Tulane. Ora ospita tra l'altro dipendenze della Biblioteca di Studi Classici e quella di Studi Latinoamericani.

L'Università Tulane è organizzata nelle seguenti nove scuole:
- Architettura
- Arti liberali
- Business school "Alfred Bird Freeman"
- Giurisprudenza
- Medicina
- Sanità pubblica e medicina tropicale
- Scienza e ingegneria
- Scienze sociali e servizi pubblici

### Campus

#### Zona residenziale
Il campus principale dell'università dell'ateneo è quello di Saint Charles, fondato negli anni 1890, è localizzato lungo l'omonimo viale, nella parte nord della città di New Orleans. Consta di una superficie di circa 0,5 km², in prossimità del parco Audubon.
Il primo edificio didattico dell'università è stato il Gibson Hall, inaugurato nel 1894, ospita le Scuole di architettura e assistenza sociale, gran parte delle residenze studentesche e il Newcomb Campus, progettato dall'architetto James Gamble Rogers, al cui interno trovano posto i teatri afferenti alle belle arti e alle arti sceniche.
La residenza del Lallage Feazel Wall Residential College è stata inaugurata nel 2006 ed il centro "Lavin-Bernick" riaperto nel 2007, in seguito ad una ristrutturazione in ottemperanza alle norme di impatto ambientate. Nel 2009, l'università convertì il viale McAlister in una strada pedonale – parimenti avvenne presso il viale Saint Charles – ornata da giardini orientali e magnolie e dotata di un nuovo sistema di illuminazione.

#### Altri campus

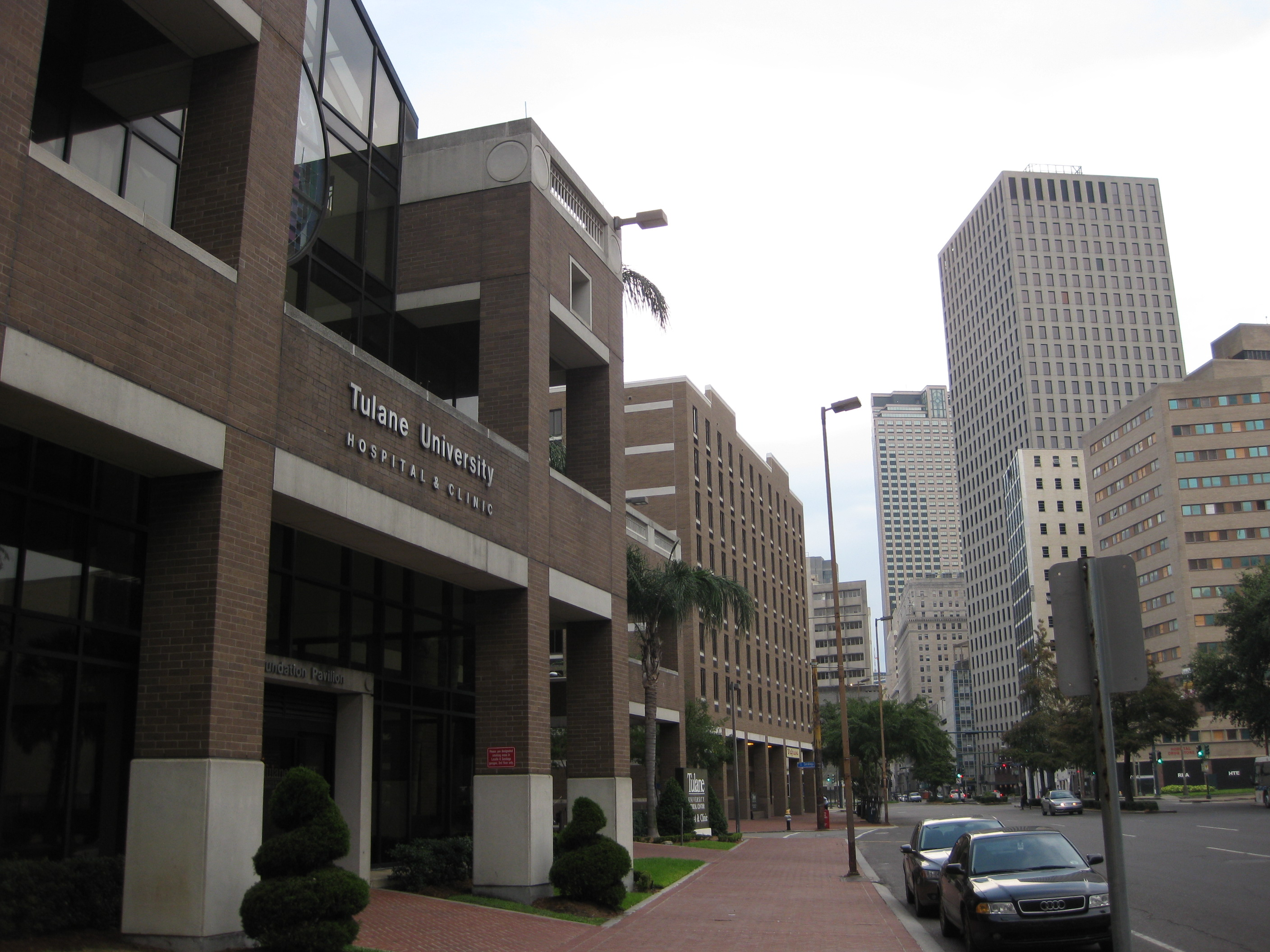
Ospedale dell'Università Tulane, localizzato nel quartiere medico di New Orleans.

- Il campus di Scienze della salute, nel centro di New Orleans vicino al Louisiana Superdome
- Il Centro nazionale per le ricerche sui primati di Covington
- il centro di ricerca per le scienza computazionali, la bioingegneria e la biologia "F. Edward Hebert", vicino a Belle Chasse
- Campus satelliti nel centro di New Orleans a Biloxi, Elmwood e Madison[17][18]
- La Plaza Tulane University, lungo i viali Broadway e Leake Avenue di New Orleans[19]

## Presidenti
- Francis Lister Hawks (1851)
- William Preston Johnston (1884-1899)
- William Oscar Rogers (1899-1900) ad interim
- Edwin Anderson Alderman (1900-1904)
- Edwin Boone Craighead (1904-1912)
- Robert Sharp (1912-1913) ad interim
- Robert Sharp (1913-1918)
- Albert Bledsoe Dinwiddie (1918-1935)
- Douglas Smith Anderson (1935-1936) ad interim
- Robert Leonval Menuet (1936-1937) ad interim
- Rufus Carrollton Harris (1937-1960)
- Maxwell Edward Lapham (1960) ad interim
- Herbert Eugene Longenecker (1960-1975)
- Francis Sheldon Hackney (1975-1980)
- Eamon Kelly (1980-1981) ad interim
- Eamon Kelly (1981-1998)
- Scott S. Cowen (1998-2014)
- Michael Fitts (dal 2014)